# 100 mètres féminin aux championnats du monde d'athlétisme 1993
Navigation
Tokyo 1991 Göteborg 1995
L'épreuve du 100 mètres féminin des championnats du monde d'athlétisme 1993 s'est déroulée les 15 et 16 août 1993 au  Gottlieb Daimler Stadion de Stuttgart, en Allemagne. Elle est remportée par l'Américaine Gail Devers, en 10 s 82.
Irina Privalova et Gail Devers prennent le meilleur départ ; la Russe est rejointe aux 60 m par Merlene Ottey et Gwen Torrence. Dans les derniers mètres, Ottey revient à hauteur de l'Américaine et semble l'emporter. Dans un premier temps, Devers est créditée de 10 s 81 contre 10 s 82 pour Ottey. Après réclamation de la délégation jamaïcaine, le jury d'appel confirme ce classement, attribuant 10 s 811 à Devers et 10 s 812 à Ottey, soit un millième de seconde d'écart entre les deux sprinteuses. 
Torrence, qui avait établi un record des championnats de 10 s 87 en demi-finale, conjointement avec Ottey, termine troisième.

## Résultats

### Finale
| Rang               | Athlète          | Pays       | Temps   | Réaction | Notes |
| ------------------ | ---------------- | ---------- | ------- | -------- | ----- |
| Médaille d'or      | Gail Devers      | États-Unis | 10 s 82 | 0 s 149  | CR    |
| Médaille d'argent  | Merlene Ottey    | Jamaïque   | 10 s 82 | 0 s 161  | CR    |
| Médaille de bronze | Gwen Torrence    | États-Unis | 10 s 89 | 0 s 142  |       |
| 4                  | Irina Privalova  | Russie     | 10 s 96 | 0 s 174  |       |
| 5                  | Mary Onyali      | Nigeria    | 11 s 05 | 0 s 149  |       |
| 6                  | Natalya Voronova | Russie     | 11 s 20 | 0 s 138  |       |
| 7                  | Nicole Mitchell  | Jamaïque   | 11 s 20 | 0 s 142  |       |
| 8                  | Liliana Allen    | Cuba       | 11 s 23 | 0 s 154  |       |

### Demi-finales
| Rang | Athlète              | Pays           | Temps   | Notes |
| ---- | -------------------- | -------------- | ------- | ----- |
| 1    | Merlene Ottey        | Jamaïque       | 10 s 87 | CR    |
| 2    | Gwen Torrence        | États-Unis     | 10 s 87 | CR    |
| 3    | Natalya Voronova     | Russie         | 11 s 17 |       |
| 4    | Liliana Allen        | Cuba           | 11 s 19 |       |
| 5    | Pauline Davis        | Bahamas        | 11 s 21 |       |
| 6    | Elinda Vorster       | Afrique du Sud | 11 s 22 |       |
| 7    | Michelle Finn        | États-Unis     | 11 s 25 |       |
| 8    | Zhanna Tarnopolskaya | Ukraine        | 11 s 36 |       |

| Rang | Athlète           | Pays       | Temps   | Notes |
| ---- | ----------------- | ---------- | ------- | ----- |
| 1    | Gail Devers       | États-Unis | 11 s 03 |       |
| 2    | Irina Privalova   | Russie     | 11 s 06 |       |
| 3    | Mary Onyali       | Nigeria    | 11 s 06 |       |
| 4    | Nicole Mitchell   | Jamaïque   | 11 s 26 |       |
| 5    | Melanie Paschke   | Allemagne  | 11 s 28 |       |
| 6    | Sabine Tröger     | Autriche   | 11 s 37 |       |
| 7    | Melinda Gainsford | Australie  | 11 s 53 |       |
| -    | Beverly McDonald  | Jamaïque   | DNF     |       |

## Légende
Records et Performances
- AR : Record continental (area record)
- CR : Record des championnats (championship record)
- MR : Record du meeting (meet record)
- NR : Record national (national record)
- OR : Record olympique (olympic record)
- PR : Record paralympique (paralympic record)
- PB : Record personnel (personal best)
- SB : Meilleure performance personnelle de la saison (season's best)
- WL : Meilleure performance mondiale de l'année (world leader)
- WJR : Record du monde junior (world junior record)
- WR : Record du monde (world record)

Circonstances et Conditions
- DNF : N'a pas terminé (did not finish)
- DNS : N'a pas pris le départ (did not start)
- DQ : Disqualification (disqualification)
- NM : Aucun essai valable enregistré (No Mark)
- Q : Qualifié « directement » au prochain tour (ou à la prochaine compétition), lors d'une compétition majeure, grâce au classement ou à la réalisation des minima (automatic qualifier)
- q : Qualifié au prochain tour (ou à la prochaine compétition), lors d'une compétition majeure, grâce au repêchage ou à la réalisation de l'une des meilleures performances parmi celles des « non qualifiés directement » (grâce au meilleur temps ou à la meilleure distance par exemple) (secondary qualifier)